# Arif Mirzoýew
Arif Mirzoýev (13 gennaio 1980) è un ex calciatore turkmeno, di ruolo attaccante.

## Carriera

### Club
Dopo aver giocato al Neftçi Baku, nel 2002 è passato al Nisa Aşgabat. Nel 2003 si è trasferito al Qaradağ. Nel 2004 è tornato al Nisa Aşgabat. Nel 2005 è stato acquistato dal Navbahor Namangan. Nel gennaio 2007 ha firmato un contratto con la Dinamo Samarcanda. Nell'estate 2007 è passato allo Shortan Guzor. Nel 2009 si è trasferito all'Aşgabat. Nel 2011 è stato acquistato dal Balkan.

### Nazionale
Ha debuttato in Nazionale il 23 novembre 2003, in Afghanistan-Turkmenistan (0-2). Ha messo a segno la sua prima rete con la maglia della Nazionale il 18 novembre 2007, in Turkmenistan-Hong Kong (3-0), in cui ha siglato la rete del definitivo 3-0 al minuto 80.

## Palmarès

### Club

#### Competizioni nazionali
- Campionato di calcio del Turkmenistan: 2

Nisa Aşgabat: 2003
Balkan: 2011